# Армировка
Армировка (или арматура) е съвкупността от стоманени елементи в дадена стоманобетонна конструкция. Предназначението и е да поема опънни и/или натискови усилия, които бетонът не е в състояние да поеме сам. Най-важната причина да се съчетават успешно бетонът и стоманата е еднаквият коефициент на линейно топлинно разширение на двата материала. Това позволява стоманобетонът да работи успешно при различни климатични условия.

## Типове армировка
- Носещата армировка е армировката, получена по изчисление за поемане на опънни или натискови

напрежения или на тангенциални и главни опънни напрежения. Може да бъде конструирана във вид на прави
и огънати пръти или само на прави пръти;
- Монтажната армировка служи за обединяване на носещите пръти в мрежи и/или скелети. Така се гарантира запазване на проектното положение на носещата армировка преди и по време на бетонирането на елемента. Тя се определя въз основа на конструктивни правила;

- Разпределителната армировка – конструира се в направление перпендикулярно на носещата армировка и служи за разпределяне на усилията от съсредоточени товари на по-голям брой пръти от носещата армировка, а също и за поемане на напреженията от съсъхване на бетона, както и от температурни изменения;

## Видове армировъчна стомана
- според начина на обработка
- горещо валцувана стомана
- студенообработена стомана

- според външния вид
- обла стомана
- периодичен профил: тип „Елха“, „Винт“ и студено прещипната

- според якостната и характеристика
- Клас А-I има ниска граница на провлачване и голяма пластичност. Тя е гладка с кръгло напречно сечение. Диаметър от 4 до 40 мм. Използва се за монтажна, разпределителна и носеща армировка. Доставя се на кангали, включващи диаметрите от 4 до 18 мм.

- Клас А-II има кръгло напречно сечение с ребра по витлова (винтова) линия. Диаметър от 10 до 40 мм. Доставя се на пръти с дължина до 12 м. Използва се като носеща армировка.

- Клас А-III има кръгло напречно сечение и оребряване по рибена кост. Диаметър от 8 до 120 мм., като диаметри от 36 до 120 мм имат специализирано приложение и се правят по поръчка от заводите производители. Доставя се на пръти с дължина до 18 м. (до 14 метра в България). Използва се като носеща армировка.

- Клас А-IV: диаметър от 10 до 32 мм, якост на опън 900 mPa, граница на провлачване 60 kN/кв.см, профил периодичен прищипнат, приложение за напрегаема армировка

- Телове клас В-I и Вр-I. Диаметри от 3 до 6 мм. Използват се за заварени мрежи и скелети и се получават от стомана А-I при студено изтегляне.

## Подготвителни процеси при армировъчни работи
- Доставка
Стомата се доставя го централни или междинни складове във вид на кангали или отделни пръти хваната в обща връзка. Използват се специални транспортни средства, най-често бордови автомобили.
-Складиране
```
Използват се в закрити и покрити складове. В складовете армировъчната стомата се подрежда като се сортира по дължина и диаметър. Складовете трябва да отговарят на изискванията за съхранение на стомана.
```

-Студено уякчаване
Състои се в натоварване на стоманата с напрежене по-голямо от границата на провлачване, при което се променя видът на работната диаграма. В резултат на това в стоманата се повишава якостта и с 20 – 30%, стоманеният прът се удължава с 3 – 9%, а сцеплението на стоманата с бетона се увеличава два пъти.
-Сипово калиброване
Осъществява се със специално устройство, като за стомана с диаметър 10 мм се използват механични, а за по-големи диаметри – хидравлични устройства.
- Студено прищипване
Стоманеният прът минава между зъбни валци, който се притискат, деформират и студено уякчават. По повърхността на пръта се получават сплесквания. Те са двустранни или четиристранни. В резултат на това се постига увеличаване на якостта до 25%, удължаване на пръта до 7% и увеличаване на сцеплението с бетона около два пъти.
-Студено влачане
Стоманения прът се изтегля през специална конична дюза, която има диаметър и малката основа по-малка от диаметъра на пръта. Като резултат се получава намаляване на напречното сечение на пръта с 10 – 20% и повишаване на якостта с 20%. Този метод се прилага за гладка стомана, клас А-I с диаметър 10 мм.
-Свързване
- Ръчно

Използва се черна горена тел с малко въглеродно съдържание. Тя има диаметър от 1 до 1,5 мм. при свързването се затяга със специални армировъчни клещи.
- Електрозаваряване

От електричния ток се получава топлина, която разтопява стоманата в местата на допиране на прътите. При кристализацията на получената обща разтопена маса се образува заварено съединение. По този начин се получава свързване или удължаване на прътите. В зависимост от начина на допиране на прътите има 3 вида заваряване.
```
-контактно-точково
```

Прилага се при използване на армировъчни мрежи от пръти с диаметър по-малък от 10 мм. Използват се автоматични и полуавтоматични устройства, които включват проводници, електроди и понижаващ трансформатор.
```
-контактно-челно
```

При необходимост от удължаване на армировъчните пръти с диаметър по-голямот 12 мм. Прътите се допират челно, обхващат се от електродите, при което електрическата верига се затваря и заварката се осъществява.
```
-електро-дъгово
```

Прилага се за удължаванена армировъчните пръти, когато не е възможна контактно-челна заварка. Използва се действието на електрическата дъга.

## Основен процес при армировъчните работи
- Изправяне на армировъчната стомана
Извърша се ръчно или механизирано, като се използва съоръжение включващо лебедки, захващащи планки, стоманено въже и опора.
-Рязане
След изправянето споменения прът се реже с необходимата дължина според армировъчния план. За стомана с диаметър до 10 мм рязането става с ръчни ножици и преси, за по-големи диаметри се използват механизирани преси.
- Огъване
Има за цел да придаде на пръта формата, която се изисква според плана. Извършва се ръчно или механизирано, като принципа на действие и в двата случая е еднакъв.

## Монтаж на армировката в кофража
Армировъчната стомана се доставя на връзки и скелета по конструктивни елементи или части от сградите и съоръженията. Преди да започне монтажа на армировката, кофражната обшивка трябва да е добре почистена и приета. Армировката се поставя в кофражната форма във вид на скелети, на елементи от тях или чрез използване на заварки. Трябва да се осигури минимално допустимите разстояния между армировъчните пръти, които се осигуряват чрез заварки, чрез столчета от бетонна стомана, разграничителни пръти и други. Трябва да се осигурят необходимите минимални покрития от бетон, които се осигуряват чрез фиксатори, които се закрепят между кофражната форма и армировката, така че да не се разместват при бетонирането. За тази цел се използват метални, пластмасови и бетонни фиксатори. Армировката трябва да се полага в зависимост от проектните планове. Трябва да се осигури стабилността на армировъчните прътове против разместване при бетониране. Устойчивостта на монтираната армировка се осигурява чрез връзване на пръти на кръстовища или със стремена на повече места.